# Plectrohyla pokomchi
Plectrohyla pokomchi és una espècie de granota endèmica de Guatemala.
Està amenaçada d'extinció per la pèrdua del seu hàbitat natural.